# Campeonato Regional de Canarias
El Campeonato Regional de las Islas Canarias, o simplemente Campeonato Regional de Canarias o Campeonato de las Islas Canarias, fue una competición oficial de fútbol a nivel regional que disputaron desde 1912 los clubes de Las Palmas y Santa Cruz de Tenerife para dilucidar el campeón del archipiélago canario. Desde 1926, los clubes participantes estaban adscritos a la Federación Regional Canaria de Clubs de Foot-Ball, fundada el 13 de septiembre del mismo año con la finalidad de formalizar y estructurar el hasta entonces caótico fútbol canario.
Disputado en sus inicios entre clubes grancanarios y tinerfeños —que dilucidaban el campeón de cada región insular y a los que más tarde se unirían el resto de islas—, permitía que el campeón en su máxima categoría obtuviese la clasificación para las eliminatorias del Campeonato de España —actualmente denominado Copa del Rey—, junto a los campeones de las restantes federaciones regionales. Posteriormente, en la temporada 1925-26, este derecho se amplió también a los subcampeones regionales debido al incipiente crecimiento del fútbol en el país, lo que fue otro de los preludios de la creación de la Federación Canaria. El dominador de esta reñida competición en la que los títulos estuvieron muy repartidos, fue el Real Club Victoria de Las Palmas con nueve títulos en treinta y una ediciones del torneo.
Cabe destacar que contó con numerosas dificultades en su desarrollo por diferentes motivos, a diferencia de otras zonas del país, destacando entre ellas el ostracismo sufrido por parte de la Federación Española, que se acentuó con la dificultad en organizar territorialmente el fútbol regional canario debido a su particularidad geográfica y la cuantía de clubes y áreas por consolidar, y dicho también sea de paso porque no solicitaron el ingreso al estamento nacional. Dicha circunstancia estuvo latente hasta mediados del siglo XX, concluyendo en la actualidad en que es la única zona española donde la organización territorial depende de diversas federaciones o delegaciones insulares, a su vez bajo las Interinsulares.

## Historia
La primera edición fue disputada por el Sporting Victoria —vencedor del Campeonato de Las Palmas tras imponerse por 2-1 al Marino Foot-Ball Club en la que fue una de las mayores rivalidades deportivas canarias—, y el Tenerife Sporting Club —como único representante del fútbol tinerfeño—. Tras el partido disputado el 12 de mayo fue el equipo grancanario el que se alzó con el primer campeonato con una victoria por 1-0 con tanto de Pepe Gonçalves. Pese a ello, esta primera edición y al igual que la segunda donde revalidaron el título, no es considerada oficial siendo pues los campeones regionales canarios de manera oficiosa.
Esa primera edición parece que no es oficial al no estar constituido legalmente el club tinerfeño, hecho que no se produjo en noviembre de 1912, basado en la infraestructura del Nivaria Sporting Club, mientras que la segunda edición se desconocen los motivos para no ser validada. Así pues, en 1914 se disputó a todo efecto el primer campeonato oficial, donde el Tenerife Sporting Club se alzó con un primer título que revalidó en las dos temporadas siguientes antes de que las repercusiones de la Primera Guerra Mundial, y más concretamente la Crisis de 1917, interrumpiesen el certamen.

### Resurgir del fútbol canario
Tras la crisis acontecida se reanudaron finalmente las competiciones en el año 1922. La actividad futbolística aumentó rápidamente, celebrándose partidos entre los equipos de cada isla y las clásicas confrontaciones interinsulares que despertaban un inusitado interés. Tras el período estival se organizaron los campeonatos en cada isla acordándose que los vencedores disputarían el título del Campeonato de Canarias disputando una copa ofrecida por la fábrica de cigarrillos Lucana 66, motivo por el que fue conocida como la Copa Lucana.
Se había disputado la fase previa del Campeonato de Las Palmas por el sistema de liga entre los equipos de primera categoría, mientras que por otro lado se disputó un encuentro entre el renombrado Club Deportivo Tenerife y el Hespérides Foot-Ball Club para dilucidar el campeón tinerfeño. Para el torneo interinsular contendieron el Marino Foot-Ball Club y el Club Deportivo Tenerife. Tras un empate a cero en el primer partido, el título se decidió en el Campo España grancanario. Una retirada de los visitantes cuando se registraba una victoria por 2-0 de los locales dio con el triunfo de los marinistas. A través de este nuevo resurgir, se suscitó de nuevo la necesidad de adherirse a la Federación Española y dejar de ser la región "olvidada" del fútbol hispano, que atravesaba ya por una gran madurez y estaba cercano a dar los primeros pasos hacia el profesionalismo.

## Historial
Nombres y banderas de los equipos según la época.
| Temporada                                   | Campeón                                                  | Resultado                                                | Subcampeón                                               | Notas                                                    |
| Campeonato de Canarias                      | Campeonato de Canarias                                   | Campeonato de Canarias                                   | Campeonato de Canarias                                   | Campeonato de Canarias                                   |
| ------------------------------------------- | -------------------------------------------------------- | -------------------------------------------------------- | -------------------------------------------------------- | -------------------------------------------------------- |
| 1911-12                                     | Sporting Victoria                                        | 1 - 0                                                    | Tenerife S. C.                                           | No considerada oficial (1)                               |
| 1912-13                                     | Sporting Victoria                                        | 3 - 0                                                    | Tenerife S. C.                                           | No considerada oficial (1)                               |
| 1913-14                                     | Tenerife S. C.                                           | 1 - 0                                                    | Marino F. C.                                             |                                                          |
| 1914-15                                     | Tenerife S. C.                                           | 4 - 0                                                    | Marino F. C.                                             | Los grancanarios se retiraron antes de acabar el partido |
| 1915-16                                     | Tenerife S. C.                                           | 2 - 0                                                    | C. D. Porteño                                            | Los grancanarios se retiraron antes de acabar el partido |
| 1916-17                                     | Marino F. C.                                             |                                                          | Tenerife S. C.                                           | No considerado oficial (2)                               |
| 1917-18                                     | No disputado por la crisis de 1917 (2)                   | No disputado por la crisis de 1917 (2)                   | No disputado por la crisis de 1917 (2)                   | No disputado por la crisis de 1917 (2)                   |
| 1918-19                                     | C. D. Gran Canaria                                       | 2 - 1                                                    | Tenerife S. C.                                           |                                                          |
| 1919-20                                     | No disputado por la crisis de 1917 (2)                   | No disputado por la crisis de 1917 (2)                   | No disputado por la crisis de 1917 (2)                   | No disputado por la crisis de 1917 (2)                   |
| 1920-21                                     | No disputado por la crisis de 1917 (2)                   | No disputado por la crisis de 1917 (2)                   | No disputado por la crisis de 1917 (2)                   | No disputado por la crisis de 1917 (2)                   |
| 1921-22                                     | No disputado por la crisis de 1917 (2)                   | No disputado por la crisis de 1917 (2)                   | No disputado por la crisis de 1917 (2)                   | No disputado por la crisis de 1917 (2)                   |
| Campeonato Canario de Foot-Ball–Copa Lucana |                                                          |                                                          |                                                          |                                                          |
| 1922-23                                     | Marino F. C.                                             | 0 - 0, 2 - 0                                             | C. D. Tenerife                                           |                                                          |
| 1923-24                                     | Santa Catalina C. F.                                     |                                                          | C. D. Tenerife                                           |                                                          |
| 1924-25                                     | No disputado                                             | No disputado                                             | No disputado                                             | No disputado                                             |
| 1925-26                                     | No disputado                                             | No disputado                                             | No disputado                                             | No disputado                                             |
| 1926-27                                     | R. C. Victoria                                           |                                                          | Iberia F. C.                                             |                                                          |
| 1927-28                                     | R. C. Victoria                                           |                                                          | Iberia F. C.                                             |                                                          |
| 1928-29                                     | Marino F. C.                                             |                                                          | C. D. Tenerife                                           |                                                          |
| 1929-30                                     | R. C. Victoria                                           |                                                          | C. D. Tenerife                                           |                                                          |
| 1930-31                                     | No otorgado. (Contendientes R. C. Victoria y Real Unión) | No otorgado. (Contendientes R. C. Victoria y Real Unión) | No otorgado. (Contendientes R. C. Victoria y Real Unión) | No otorgado. (Contendientes R. C. Victoria y Real Unión) |
| 1931-32                                     | C. D. Tenerife                                           |                                                          | R. C. Victoria                                           |                                                          |
| 1932-33                                     | Combinado Tenerife                                       |                                                          | Combinado Las Palmas                                     |                                                          |
| 1933-34                                     | No disputado                                             | No disputado                                             | No disputado                                             | No disputado                                             |
| 1934-35                                     | Combinado Tenerife                                       |                                                          | Combinado Las Palmas                                     |                                                          |
| 1935-36                                     | Combinado Las Palmas                                     |                                                          | Combinado Tenerife                                       |                                                          |
| 1936-37                                     | No disputado por la Guerra Civil Española                | No disputado por la Guerra Civil Española                | No disputado por la Guerra Civil Española                | No disputado por la Guerra Civil Española                |
| 1937-38                                     | No disputado por la Guerra Civil Española                | No disputado por la Guerra Civil Española                | No disputado por la Guerra Civil Española                | No disputado por la Guerra Civil Española                |
| 1938-39                                     | Combinado Tenerife                                       |                                                          | Combinado Las Palmas                                     |                                                          |
| 1939-40                                     | No disputado                                             | No disputado                                             | No disputado                                             | No disputado                                             |
| Campeonato de Canarias                      |                                                          |                                                          |                                                          |                                                          |
| 1940-41                                     | Combinado Las Palmas                                     |                                                          | Combinado Tenerife                                       |                                                          |
| 1941-42                                     | R. C. Victoria                                           | 4 - 1, 2 - 3                                             | Real Unión                                               |                                                          |
| 1942-43                                     | Marino F. C.                                             | 2 - 2, 2 - 0                                             | C. D. Iberia                                             |                                                          |
| 1943-44                                     | R. C. Victoria                                           | 0 - 0, 9 - 1                                             | C. D. Price                                              |                                                          |
| 1944-45                                     | Marino F. C.                                             | 2 - 0, 4 - 2                                             | C. D. Iberia                                             |                                                          |
| 1945-46                                     | Marino F. C.                                             | 5 - 0, 3 - 0                                             | C. D. Tenerife                                           |                                                          |
| 1946-47                                     | R. C. Victoria                                           | 0 - 2, 5 - 0                                             | Real Hespérides C. F.                                    |                                                          |
| 1947-48                                     | Marino F. C.                                             | 0 - 0, 2 - 1                                             | Real Hespérides C. F.                                    |                                                          |
| 1948-49                                     | R. C. Victoria                                           | 4 - 1, 1 - 3                                             | Real Hespérides C. F.                                    |                                                          |
| 1949-50                                     | No disputado                                             | No disputado                                             | No disputado                                             | No disputado                                             |
| 1950-51                                     | No disputado                                             | No disputado                                             | No disputado                                             | No disputado                                             |
| 1951-52                                     | No disputado                                             | No disputado                                             | No disputado                                             | No disputado                                             |
| 1952-53                                     | No disputado                                             | No disputado                                             | No disputado                                             | No disputado                                             |
| 1953-54                                     | No disputado                                             | No disputado                                             | No disputado                                             | No disputado                                             |
| 1954-55                                     | No disputado                                             | No disputado                                             | No disputado                                             | No disputado                                             |
| 1955-56                                     | No disputado                                             | No disputado                                             | No disputado                                             | No disputado                                             |
| 1956-57                                     | No disputado                                             | No disputado                                             | No disputado                                             | No disputado                                             |
| 1957-58                                     | No disputado                                             | No disputado                                             | No disputado                                             | No disputado                                             |
| 1958-59                                     | No disputado                                             | No disputado                                             | No disputado                                             | No disputado                                             |
| 1959-60                                     | No disputado                                             | No disputado                                             | No disputado                                             | No disputado                                             |
| 1960-61                                     | No disputado                                             | No disputado                                             | No disputado                                             | No disputado                                             |
| 1961-62                                     | No disputado                                             | No disputado                                             | No disputado                                             | No disputado                                             |
| 1962-63                                     | No disputado                                             | No disputado                                             | No disputado                                             | No disputado                                             |
| 1963-64                                     | No disputado                                             | No disputado                                             | No disputado                                             | No disputado                                             |
| 1964-65                                     | No disputado                                             | No disputado                                             | No disputado                                             | No disputado                                             |
| 1965-66                                     | No disputado                                             | No disputado                                             | No disputado                                             | No disputado                                             |
| 1966-67                                     | No disputado                                             | No disputado                                             | No disputado                                             | No disputado                                             |
| 1967-68                                     | No disputado                                             | No disputado                                             | No disputado                                             | No disputado                                             |
| 1968-69                                     | No disputado                                             | No disputado                                             | No disputado                                             | No disputado                                             |
| 1969-70                                     | No disputado                                             | No disputado                                             | No disputado                                             | No disputado                                             |
| 1970-71                                     | No disputado                                             | No disputado                                             | No disputado                                             | No disputado                                             |
| 1971-72                                     | Hespérides F. C.                                         |                                                          | U. D. Orotava                                            |                                                          |
| 1972-73                                     | No disputado                                             | No disputado                                             | No disputado                                             | No disputado                                             |
| 1973-74                                     | No disputado                                             | No disputado                                             | No disputado                                             | No disputado                                             |
| 1974-75                                     | Puerto Cruz C. D.                                        |                                                          | Real Artesano C. F.                                      |                                                          |
| 1975-76                                     | Toscal C. F.                                             |                                                          | Real Artesano C. F.                                      |                                                          |
| 1976-77                                     | Real Unión                                               |                                                          | C. D. Firgas                                             |                                                          |

Notas: 

### Palmarés
Nota: Indicados en cursiva los campeonatos no considerados oficiales.
| Equipo                         | Títulos | Subcampeonatos | Años campeonatos                                     |
| ------------------------------ | ------- | -------------- | ---------------------------------------------------- |
| Real Club Victoria             | 9       | 1              | 1912, 1913, 1927, 1928, 1930, 1942, 1944, 1947, 1949 |
| Marino Fútbol Club             | 7       | 2              | 1917, 1923, 1929, 1943, 1945, 1946, 1948             |
| Club Deportivo Tenerife        | 4       | 9              | 1914, 1915, 1916, 1932                               |
| Combinado de Tenerife          | 3       | 2              | 1933, 1935, 1939                                     |
| Combinado de Las Palmas        | 2       | 3              | 1936, 1941                                           |
| Real Unión de Tenerife         | 1       | 1              | 1977                                                 |
| Club Deportivo Gran Canaria    | 1       | -              | 1919                                                 |
| Santa Catalina Club de Fútbol  | 1       | -              | 1924                                                 |
| Hespérides Fútbol Club         | 1       | -              | 1972                                                 |
| Club Deportivo Puerto Cruz     | 1       | -              | 1975                                                 |
| Toscal Club de Fútbol          | 1       | -              | 1976                                                 |
| Iberia Fútbol Club             | -       | 4              |                                                      |
| Real Hespérides Club de Fútbol | -       | 3              |                                                      |
| Real Artesano Club de Fútbol   | -       | 2              |                                                      |
| Club Deportivo Porteño         | -       | 1              |                                                      |
| Club Deportivo Price           | -       | 1              |                                                      |
| Unión Deportiva Orotava        | -       | 1              |                                                      |
| Club Deportivo Firgas          | -       | 1              |                                                      |